# 稲毛区
稲毛区（いなげく）は、千葉県千葉市を構成する行政区の一つ。文人に愛された別荘地として古くから栄え、西千葉駅周辺は千葉大学をはじめとする高等教育機関が集中している文教都市。

## 概要
千葉市都市計画マスタープラン によると、稲毛駅周辺を重要地域拠点（副都心機能）、西千葉駅周辺を地域拠点（生活拠点）としている。
千葉市の北西部にある区で、区域の大半は住宅街。戸建て・集合住宅問わず住宅が密集しており、稲毛区の人口密度は千葉市全体の二倍以上ある。
千葉市中心部への通勤者も多いが、東京都の都心から近いために東京都区部への通勤者がもっとも多い。JR総武本線の稲毛駅・西千葉駅周辺や京成千葉線京成稲毛駅・みどり台駅周辺や国道16号周辺を中心に市街地が形成されているほか、千葉大学をはじめとする高等教育機関が集中している文教地区となっている。 かつては東京湾に面する松林が広がる避暑地であった稲毛の海岸沿い（埋立前の海岸線）に別荘を構えた文人墨客が多く、稲毛の松林周辺には海気館をはじめ多くの名旅館があったとされる。

## 地理
区全体が下総台地上に位置しており、なおかつ海に近いため、台地の縁に谷津田が切れ込んでいて起伏の多い地形である。区内最高地点は長沼原町の標高33.6メートル、最低地点は稲毛3丁目の標高2.3メートル。

### 隣接する自治体・行政区
- 千葉市の区
  - 中央区、若葉区、美浜区、花見川区
- 他の市町村
  - 四街道市

## 歴史
中世には、千葉氏流馬加氏一族の下総稲毛氏が千葉郡稲毛村に割拠していた。
千葉市のうち、旧市域の一部と千葉郡都賀村の西半分、検見川町・犢橋村の各一部の区域から成る。「都賀」は現在では都賀駅周辺を指すが、本来は区内の作草部地区が中心である。旧市町村の区域とは一致しないものの、戦後、稲毛駅、西千葉駅を中心に発展した地域である。
区名は公募に寄せられた案の中から決定した。
- 1889年（明治22年）4月1日 - 町村制の施行により区域内に以下の町村が発足する（いずれも千葉郡。現存しない地名は〈　〉で現在の地名を記した）。
  - 千葉町 ←黒砂村、●千葉町、●寒川村、●登戸村、●千葉寺村（●は現中央区）
  - 都賀村 ←萩台村、作草部村、園生村、小中台村、宮野木村、●西寺山村〈源町〉、●殿台村、●東寺山村、●原村、●高品村（●は現若葉区）
  - 検見川村 ←稲毛村、●検見川村、●畑村（●は現花見川区）
  - 犢橋村 ←長沼新田、小深新田、●犢橋村、●花島村、●柏井村、●横戸村、●六方野原、●宇那谷村（●は現花見川区）
- 1891年（明治24年）5月1日 - 検見川村が町制を施行し検見川町となる。
- 1921年（大正10年）1月1日 - 千葉町が市制を施行し千葉市となる。
- 1937年（昭和12年）2月11日 - 都賀村、検見川町が千葉市に編入される。
- 1954年（昭和29年）7月1日 - 犢橋村が千葉市に編入される。しかしこのとき犢橋村が村内の軍施設を千葉市に報告しなかったため、1979年（昭和54年）に信管付き不発弾が見つかり騒ぎになる。
- 1992年（平成4年）4月1日 - 千葉市の政令指定都市移行に伴い当区を設置。

## 人口
- 1995年　150,657
- 2000年　147,672
- 2005年　149,685
- 2010年　157,768
- 2015年　160,968

## 行政

### 区役所
- 稲毛区役所（区長 弓削田和行）
  - 〒263-8733
  - 千葉市稲毛区穴川四丁目12-1

### 行政施設
- 千葉少年鑑別所
- 千葉農政事務所千葉統計・情報センター
- 関東森林管理局千葉森林管理事務所
- 関東地方整備局千葉国道事務所
- 自衛隊千葉地方協力本部
- 国立情報学研究所千葉分館
- 国立研究開発法人量子科学技術研究開発機構放射線医学総合研究所

### 警察・消防
- 千葉北警察署（区の東部を管轄する）
  - 穴川交番
  - 柏台交番
  - 作草部交番
  - 長沼交番

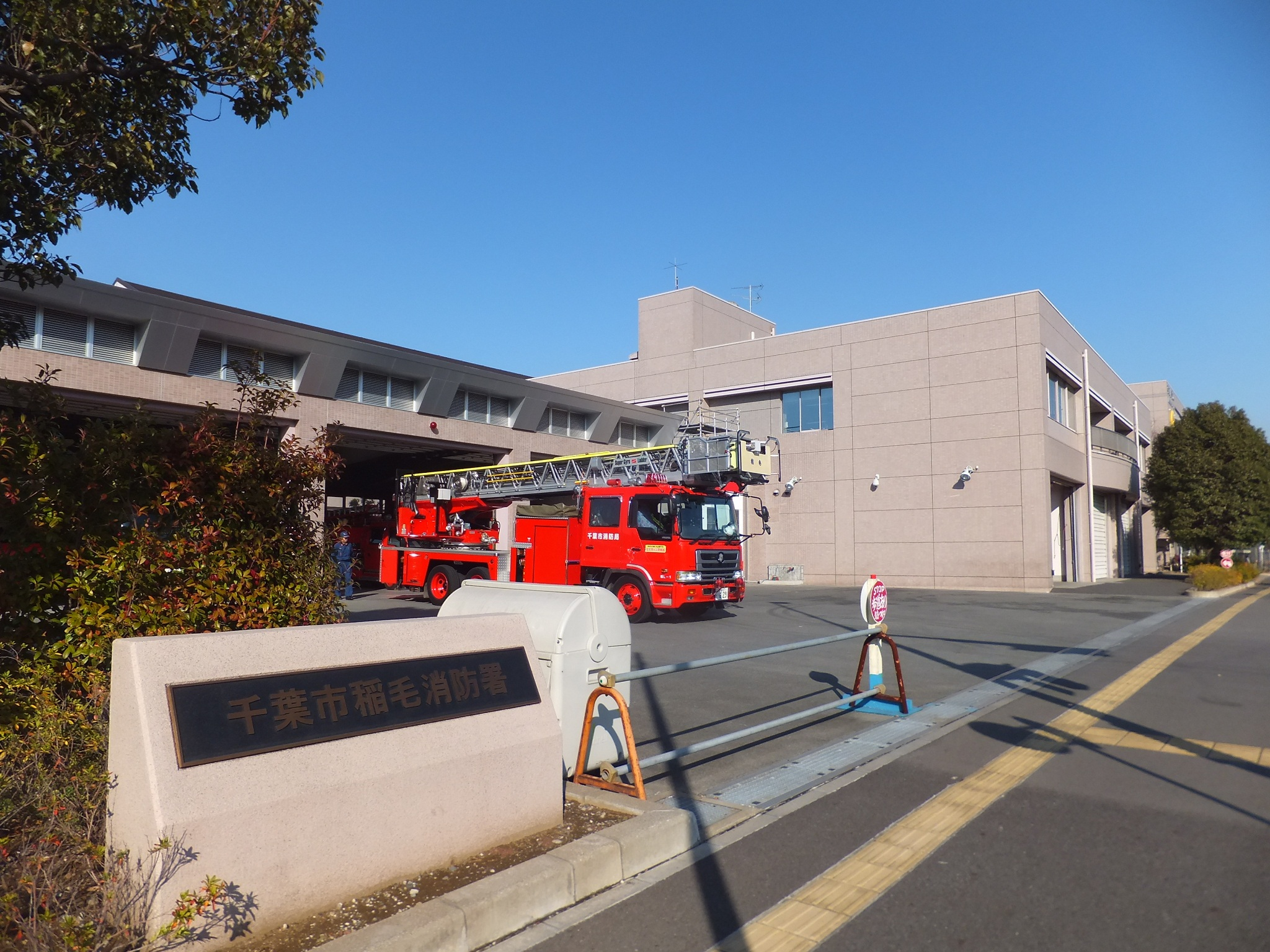
稲毛消防署

- 千葉西警察署（区の西部を管轄する）は美浜区にある。
  - 稲毛駅前交番
  - 稲毛海岸駅前交番
  - 検見川浜駅前交番
  - 小中台交番
- 千葉市稲毛消防署
  - 西千葉出張所

## 経済

### 産業
北部に内陸工業団地を有する。洋弦楽器に関する製作技術者、修理技術者、関係法人や出版社等により組織された日本弦楽器製作者協会（業界団体）の本部がある。

#### 主な商業施設
- ワンズモール
- イオン稲毛店
- ペリエ稲毛
- フレスポ稲毛
- skip天台

## 地域

### 住宅団地
- 稲毛住宅 （旧日本住宅公団、公団初の分譲住宅団地、稲毛台、分譲240 1956年）
- 園生団地（園生町 賃貸438 1963年）
- 小仲台団地（小仲台 賃貸310 1963年）
- 千草台団地
- あやめ台団地
- 京成団地・京成宮野木団地

大規模マンション
- ウェリス稲毛
- プラウドタワー稲毛

### 施設

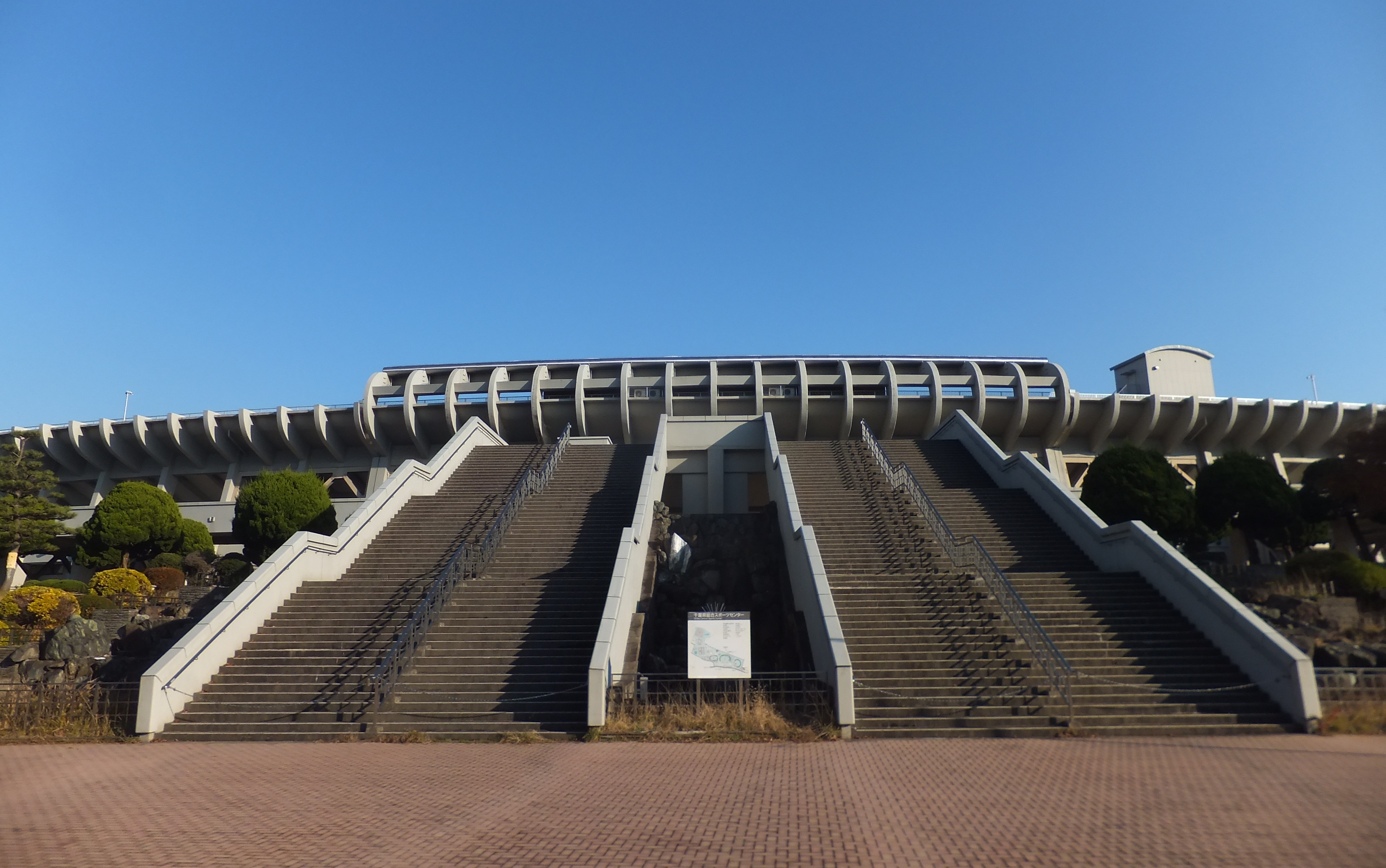
千葉県総合スポーツセンター陸上競技場

#### スポーツ施設
- 千葉県総合スポーツセンター
  - 千葉県総合スポーツセンター陸上競技場
- 千葉県野球場

#### 交流施設
- 山王市民センター
- 小中台保健センター
- 穴川コミュニティセンター
- 都賀コミュニティセンター
- 小中台公民館
- 黒砂公民館
- 轟公民館
- 稲毛公民館
- 千草台公民館
- 草野公民館
- 山王公民館
- 都賀公民館
- 緑が丘公民館

### 郵便
- 千葉長沼原郵便局（〒263-0001）
- 千葉小深郵便局（〒263-0003）
- 千葉千草台郵便局（〒263-0013）
- 千葉作草部郵便局（〒263-0021）

- 千葉緑町郵便局（〒263-0023）
- とどろき郵便局（〒263-0024）
- 千葉穴川郵便局（〒263-0024）
- 稲毛駅前郵便局（〒263-0031）

- 稲毛郵便局（〒263-0034）
- 千葉小仲台郵便局（〒263-0043）
- 千葉小仲台八郵便局（〒263-0043）

- 千葉小中台北郵便局（〒263-0043）
- 千葉あやめ台郵便局（〒263-0052）
- 稲毛ファミールハイツ郵便局（〒263-0053）

### 医療
千葉市は、1市で1つの二次医療圏（千葉保健医療圏）を構成する。三次医療圏は千葉県医療圏（管轄区域：千葉県全域）。
医療提供施設は特筆性の高いもののみを記載する。
- 区内の緊急指定病院
  - 稲毛病院
  - 山王病院
  - 千葉脳神経外科病院
- 区内の医療機関
  - QST病院（旧放射線医学総合研究所病院）
  - いなげ西病院（額田医学生物学研究所付属病院の入院診療を継続）
  - 富家千葉病院

### 教育

#### 大学
国立
- 千葉大学

私立
- 敬愛大学
- 千葉経済大学

#### 短期大学
私立
- 千葉敬愛短期大学
- 千葉経済大学短期大学部

#### 高等学校
県立
- 千葉県立千葉東高等学校
- 千葉県立千葉女子高等学校
- 千葉県立千葉北高等学校
- 千葉県立京葉工業高等学校

市立
- 千葉市立千葉高等学校

私立
- 敬愛学園高等学校
- 千葉経済大学附属高等学校

#### 中学校
国立
- 千葉大学教育学部附属中学校

市立
- 千葉市立稲毛中学校
- 千葉市立草野中学校
- 千葉市立小中台中学校
- 千葉市立千草台中学校
- 千葉市立都賀中学校
- 千葉市立轟町中学校
- 千葉市立緑町中学校

#### 小学校
国立
- 千葉大学教育学部附属小学校

市立
| - 千葉市立あやめ台小学校 - 千葉市立稲丘小学校 - 千葉市立稲毛小学校 - 千葉市立柏台小学校 - 千葉市立草野小学校 - 千葉市立小中台小学校 - 千葉市立小中台南小学校 - 千葉市立山王小学校 | - 千葉市立園生小学校 - 千葉市立千草台小学校 - 千葉市立千草台東小学校 - 千葉市立都賀小学校 - 千葉市立轟町小学校 - 千葉市立緑町小学校 - 千葉市立宮野木小学校 - 千葉市立弥生小学校 |

#### 特別支援学校
国立
- 千葉大学教育学部附属特別支援学校

市立
- 千葉市立第二養護学校（小学部のみ、中・高等部は千葉市立養護学校（若葉区））

#### 研究所
- 額田医学生物学研究所
- 放射線医学総合研究所
- 国立情報学研究所千葉分館
- 日本分析センター

#### 学会本部
- 国際生命情報科学会
- 日本放射線影響学会

#### 学校法人
- 学校法人千葉敬愛学園
- 学校法人千葉経済学園
- 学校法人日本ナザレン・カレッジ

## 交通

### 鉄道路線
東日本旅客鉄道（JR東日本）
東日本旅客鉄道（JR東日本）
 総武線各駅停車
- - 稲毛駅 -

 総武快速線
- - 稲毛駅 -

京成電鉄
 千葉線
- - 京成稲毛駅 - みどり台駅 -

千葉都市モノレール
 1号線
- - 作草部駅 - 天台駅 - 穴川駅 - スポーツセンター駅 -

鉄道施設
- 黒砂信号場（総武本線）
- 萩台車両基地（千葉都市モノレール）

### バス路線

#### 路線バス
- 京成バス
  - 京成バス長沼営業所
- 京成バス千葉イースト
- 京成バス千葉セントラル
- あすか交通
- 平和交通

#### 高速バス
- 稲毛区内 - 羽田空港（京成バス千葉イースト、東京空港交通）
- 稲毛区内 - 東京駅（京成バス）
- 平和交通本社 - 東京駅(平和交通)
- 稲毛区内 - 成田空港  (京成バス、京成バス千葉イースト) ※2017年12月16日運行開始[4]

### 道路

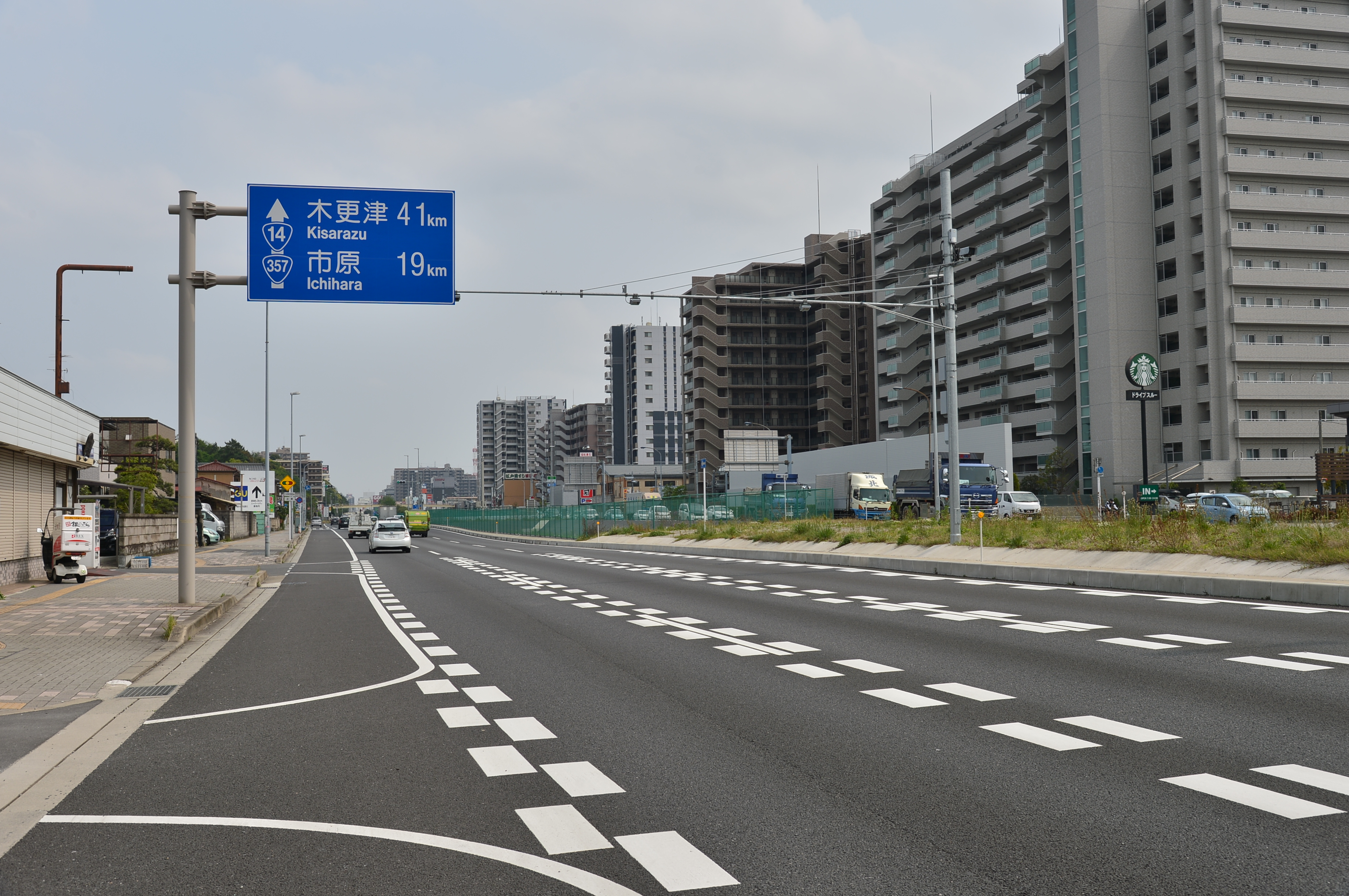
国道14号・357号重複区間

#### 高速道路
- 東関東自動車道
  - - 宮野木JCT - 千葉北IC -
- 京葉道路
  - - 宮野木JCT - 穴川IC - 千葉西本線料金所 -

#### 一般国道
- 国道14号（美浜区との区境に位置し、この道の上り車線から海側は埋立地である）
- 国道16号
- 国道126号
- 国道357号（全区間国道14号と重複）

## 名所・旧跡・観光スポット・祭事・催事

### 名所・旧跡・観光スポット
- 稲毛浅間神社
  - 稲毛の松林
- 駒形観音堂
- 大日寺
- 来迎寺
- 園生貝塚
- 千葉市民ギャラリー・いなげ - 黒松に囲まれた庭園にあるアート・文化の拠点施設。
  - 旧神谷伝兵衛稲毛別荘 - 神谷バーの創業者である神谷傳兵衛の別荘（洋館建築）。国の登録有形文化財。
- 千葉市ゆかりの家・いなげ（旧武見家住宅） - 愛新覚羅溥傑（清朝最後の皇帝愛新覚羅溥儀の弟）とその妻の浩（嵯峨実勝の長女）が新婚時代（1937年頃）に半年程住んでいた建物。千葉市有形文化財。
- 気球連隊史跡 - 作草部に巨大な気球格納庫（第二格納庫）をはじめ当時の建物などの遺構が残されていたが、旧第二格納庫は老朽化や台風による被災などのため、2020年に解体された[5][6]。
- 作草部公園
- 穴川中央公園
- 西千葉公園 - 千葉気動車区跡の記念碑がある。
- いなげ八景[7]
  - 神谷別荘 秋月
  - 松林 夜雨
  - せんげん通り 暮雪
  - 浅間神社 晴嵐
  - ゆかりの家 夕照
  - 稲毛海岸 帰帆
  - 白砂 落雁
  - 千蔵院 晩鐘

### 祭事・催事
- 稲毛区民まつり
- 稲毛せんげん通りまつり（稲毛浅間神社の大祭）

## 出身有名人
- 川島亮 - プロ野球選手
- 寺村友和 - 元プロ野球選手
- 中島崇典 - サッカー選手
- 村井慎二 - サッカー選手
- 山岸智 - サッカー選手
- 米倉恒貴 - サッカー選手
- 神田裕之 - プロレスラー
- 戸村公彦 - 元大事MANブラザーズバンドベース
- 渡貫博孝 - 政治家・元佐倉市長
- Sachi - ファッションモデル
- ルイ(SCREW)  - ミュージシャン
- 小島よしお - お笑い芸人（生まれは沖縄県島尻郡久米島町）
- マツコ・デラックス
- 木村拓哉 - アイドル。マツコデラックスとは高校の同級生
- 長岡亮介（浮雲） - ミュージシャン
- マグナム小林 - バイオリン漫談

### ゆかりのある人物
- 大下弘 - 川上（巨人）の赤バットと共に、青バットの大下として戦後プロ野球のスーパースター。稲毛ファミールハイツに住み、少年野球を指導した。
- 神谷傳兵衛 - 浅草神谷バーの創業者。稲毛海岸に別荘を持った。
- 愛新覚羅溥傑 - 日本の陸軍歩兵学校に在籍時、妻の嵯峨浩と共に在住していた。旧居は「千葉市ゆかりの家、いなげ」として一般公開されている。
- 川淵三郎 -長年居住していた。